# Acacia eliasiana
Acacia eliasiana là một loài thực vật có hoa trong họ Đậu. Loài này được (Britton & Killip) Standl. miêu tả khoa học đầu tiên năm 1937.